# Coppa del Mondo di sci alpino 2013
La Coppa del Mondo di sci alpino 2013 fu la quarantasettesima edizione della manifestazione organizzata dalla Federazione Internazionale Sci; ebbe inizio il 27 ottobre 2012 a Sölden, in Austria, e si concluse il 17 marzo 2013 a Lenzerheide, in Svizzera. Nel corso della stagione si tennero a Schladming i Campionati mondiali di sci alpino 2013, non validi ai fini della Coppa del Mondo, il cui calendario contemplò dunque un'interruzione nel mese di febbraio.
Non venne più assegnata la coppa di specialità relativa alle gare di combinata, mentre i punteggi ottenuti nelle prove di slalom parallelo furono per la prima volta conteggiati per la Coppa del Mondo di slalom speciale.
In campo maschile furono disputate 34 delle 36 gare in programma (8 discese libere, 5 supergiganti, 8 slalom giganti, 9 slalom speciali, 1 combinata, 1 supercombinata, 2 slalom paralleli), in 19 diverse località. L'austriaco Marcel Hirscher si aggiudicò sia la Coppa del Mondo generale, sia quella di slalom speciale; il norvegese Aksel Lund Svindal vinse le Coppe di discesa libera e di supergigante e lo statunitense Ted Ligety quella di slalom gigante. Hirscher era il detentore uscente della Coppa generale.
In campo femminile furono disputate 35 delle 37 gare in programma (7 discese libere, 6 supergiganti, 9 slalom giganti, 9 slalom speciali, 2 supercombinate, 2 slalom paralleli), in 20 diverse località. La slovena Tina Maze si aggiudicò sia la Coppa del Mondo generale (totalizzando 2414 punti, nuovo record assoluto), sia quelle di supergigante e di slalom gigante; le statunitensi Lindsey Vonn e Mikaela Shiffrin vinsero, rispettivamente, la Coppa di discesa libera e quella di slalom speciale. La Vonn era la detentrice uscente della Coppa generale.
Per l'ottava stagione consecutiva, in occasione delle finali di Lenzerheide, fu disputata una gara a squadre mista valida per l'assegnazione della Coppa delle Nazioni.

## Uomini

### Risultati
| Data             | Località               | Nazione     | Pista                          | Spec. | Primo                         | Secondo            | Terzo                      |
| ---------------- | ---------------------- | ----------- | ------------------------------ | ----- | ----------------------------- | ------------------ | -------------------------- |
| 28 ottobre 2012  | Sölden                 | Austria     | Rettenbach                     | GS    | Ted Ligety                    | Manfred Mölgg      | Marcel Hirscher            |
| 11 novembre 2012 | Levi                   | Finlandia   | Levi Black                     | SL    | André Myhrer                  | Marcel Hirscher    | Jens Byggmark              |
| 24 novembre 2012 | Lake Louise            | Canada      | Men’s Olympic Downhill         | DH    | Aksel Lund Svindal            | Max Franz          | Klaus Kröll Marco Sullivan |
| 25 novembre 2012 | Lake Louise            | Canada      | Men’s Olympic Downhill         | SG    | Aksel Lund Svindal            | Adrien Théaux      | Joachim Puchner            |
| 30 novembre 2012 | Beaver Creek           | Stati Uniti | Birds of Prey                  | DH    | Christof Innerhofer           | Aksel Lund Svindal | Kjetil Jansrud             |
| 1º dicembre 2012 | Beaver Creek           | Stati Uniti | Birds of Prey                  | SG    | Matteo Marsaglia              | Aksel Lund Svindal | Hannes Reichelt            |
| 2 dicembre 2012  | Beaver Creek           | Stati Uniti | Birds of Prey                  | GS    | Ted Ligety                    | Marcel Hirscher    | Davide Simoncelli          |
| 8 dicembre 2012  | Val-d'Isère            | Francia     | La face de Bellevarde          | SL    | Alexis Pinturault             | Felix Neureuther   | Marcel Hirscher            |
| 9 dicembre 2012  | Val-d'Isère            | Francia     | La face de Bellevarde          | GS    | Marcel Hirscher               | Stefan Luitz       | Ted Ligety                 |
| 14 dicembre 2012 | Val Gardena            | Italia      | Saslong                        | SG    | Aksel Lund Svindal            | Matteo Marsaglia   | Werner Heel                |
| 15 dicembre 2012 | Val Gardena            | Italia      | Saslong                        | DH    | Steven Nyman                  | Rok Perko          | Erik Guay                  |
| 16 dicembre 2012 | Alta Badia             | Italia      | Gran Risa                      | GS    | Ted Ligety                    | Marcel Hirscher    | Thomas Fanara              |
| 18 dicembre 2012 | Madonna di Campiglio   | Italia      | 3-Tre                          | SL    | Marcel Hirscher               | Felix Neureuther   | Naoki Yuasa                |
| 29 dicembre 2012 | Bormio                 | Italia      | Stelvio                        | DH    | Dominik Paris Hannes Reichelt |                    | Aksel Lund Svindal         |
| 1º gennaio 2013  | Monaco di Baviera      | Germania    | Olympiapark                    | P     | Felix Neureuther              | Marcel Hirscher    | Alexis Pinturault          |
| 6 gennaio 2013   | Zagabria Sljeme        | Croazia     | Crveni Spust                   | SL    | Marcel Hirscher               | André Myhrer       | Mario Matt                 |
| 12 gennaio 2013  | Adelboden              | Svizzera    | Chuenisbärgli                  | GS    | Ted Ligety                    | Fritz Dopfer       | Felix Neureuther           |
| 13 gennaio 2013  | Adelboden              | Svizzera    | Chuenisbärgli                  | SL    | Marcel Hirscher               | Mario Matt         | Manfred Mölgg              |
| 18 gennaio 2013  | Wengen                 | Svizzera    | Lauberhorn Männlichen/Jungfrau | SC    | Alexis Pinturault             | Ivica Kostelić     | Carlo Janka                |
| 19 gennaio 2013  | Wengen                 | Svizzera    | Lauberhorn                     | DH    | Christof Innerhofer           | Klaus Kröll        | Hannes Reichelt            |
| 20 gennaio 2013  | Wengen                 | Svizzera    | Männlichen/Jungfrau            | SL    | Felix Neureuther              | Marcel Hirscher    | Ivica Kostelić             |
| 24 gennaio 2013  | Kitzbühel              | Austria     | Streifalm                      | SG    | Aksel Lund Svindal            | Matthias Mayer     | Christof Innerhofer        |
| 26 gennaio 2013  | Kitzbühel              | Austria     | Streif                         | DH    | Dominik Paris                 | Erik Guay          | Hannes Reichelt            |
| 27 gennaio 2013  | Kitzbühel              | Austria     | Ganslern                       | SL    | Marcel Hirscher               | Felix Neureuther   | Ivica Kostelić             |
| 27 gennaio 2013  | Kitzbühel              | Austria     | Streif Ganslern                | K     | Ivica Kostelić                | Alexis Pinturault  | Thomas Mermillod Blondin   |
| 29 gennaio 2013  | Mosca                  | Russia      | Lužniki                        | P     | Marcel Hirscher               | André Myhrer       | Ivica Kostelić             |
| 23 febbraio 2013 | Garmisch-Partenkirchen | Germania    | Kandahar                       | DH    | Christof Innerhofer           | Georg Streitberger | Klaus Kröll                |
| 24 febbraio 2013 | Garmisch-Partenkirchen | Germania    | Kandahar                       | GS    | Alexis Pinturault             | Marcel Hirscher    | Ted Ligety                 |
| 2 marzo 2013     | Lillehammer Kvitfjell  | Norvegia    | Olympiabakken                  | DH    | Adrien Théaux                 | Aksel Lund Svindal | Klaus Kröll                |
| 3 marzo 2013     | Lillehammer Kvitfjell  | Norvegia    | Olympiabakken                  | SG    | Aksel Lund Svindal            | Georg Streitberger | Werner Heel                |
| 9 marzo 2013     | Kranjska Gora          | Slovenia    | Podkoren                       | GS    | Ted Ligety                    | Marcel Hirscher    | Alexis Pinturault          |
| 10 marzo 2013    | Kranjska Gora          | Slovenia    | Podkoren                       | SL    | Ivica Kostelić                | Marcel Hirscher    | Mario Matt                 |
| 13 marzo 2013    | Lenzerheide            | Svizzera    | Silvano Beltrametti            | DH    | annullata                     | annullata          | annullata                  |
| 14 marzo 2013    | Lenzerheide            | Svizzera    | Silvano Beltrametti            | SG    | annullata                     | annullata          | annullata                  |
| 16 marzo 2013    | Lenzerheide            | Svizzera    | Silvano Beltrametti            | GS    | Ted Ligety                    | Marcel Hirscher    | Alexis Pinturault          |
| 17 marzo 2013    | Lenzerheide            | Svizzera    | Silvano Beltrametti            | SL    | Felix Neureuther              | Marcel Hirscher    | Ivica Kostelić             |

Legenda:

DH = Discesa libera

SG = Supergigante

GS = Slalom gigante

SL = Slalom speciale

K = Combinata alpina

SC = Supercombinata

P = Slalom parallelo

### Classifiche

#### Generale

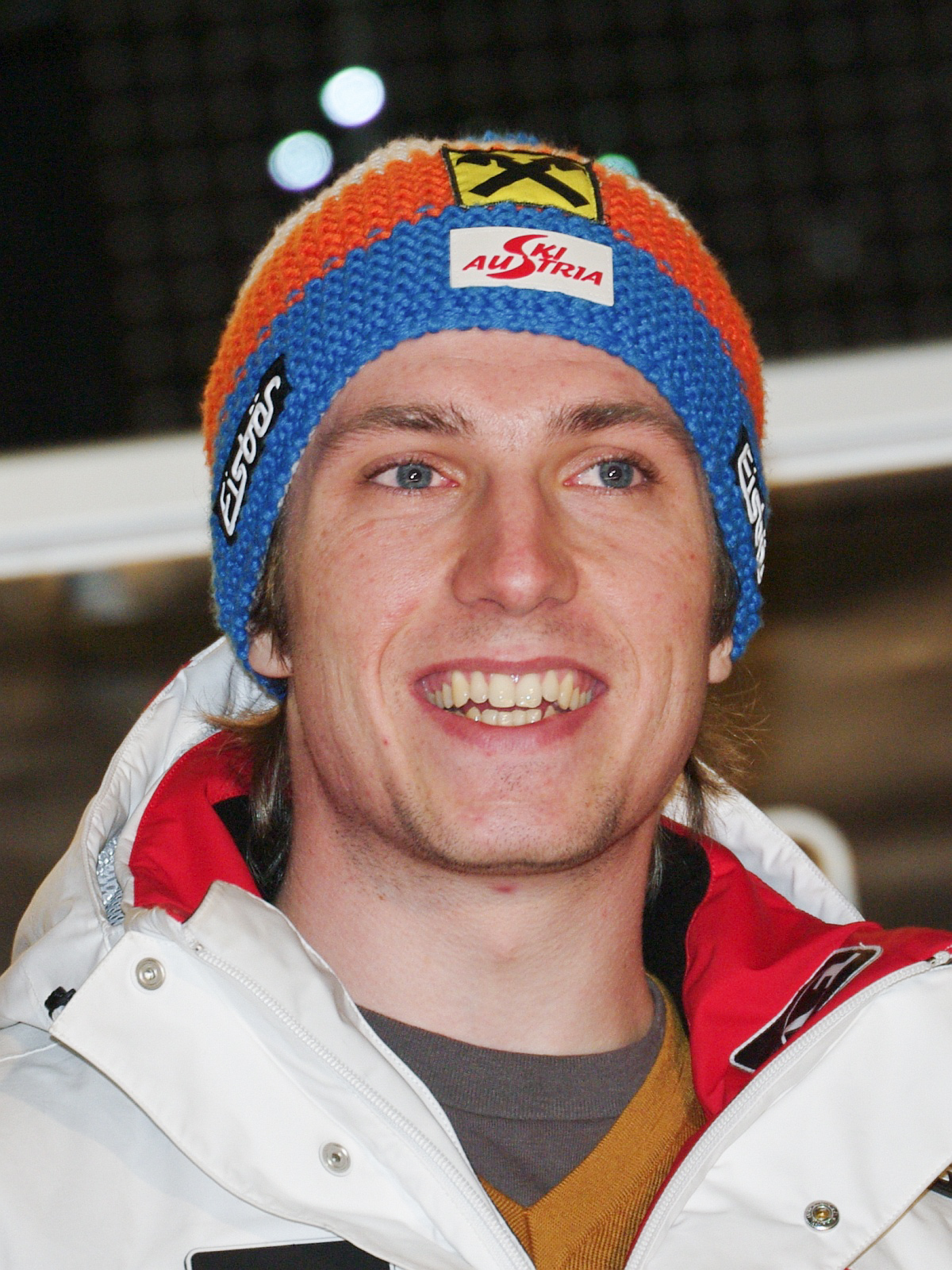
Marcel Hirscher nel 2011

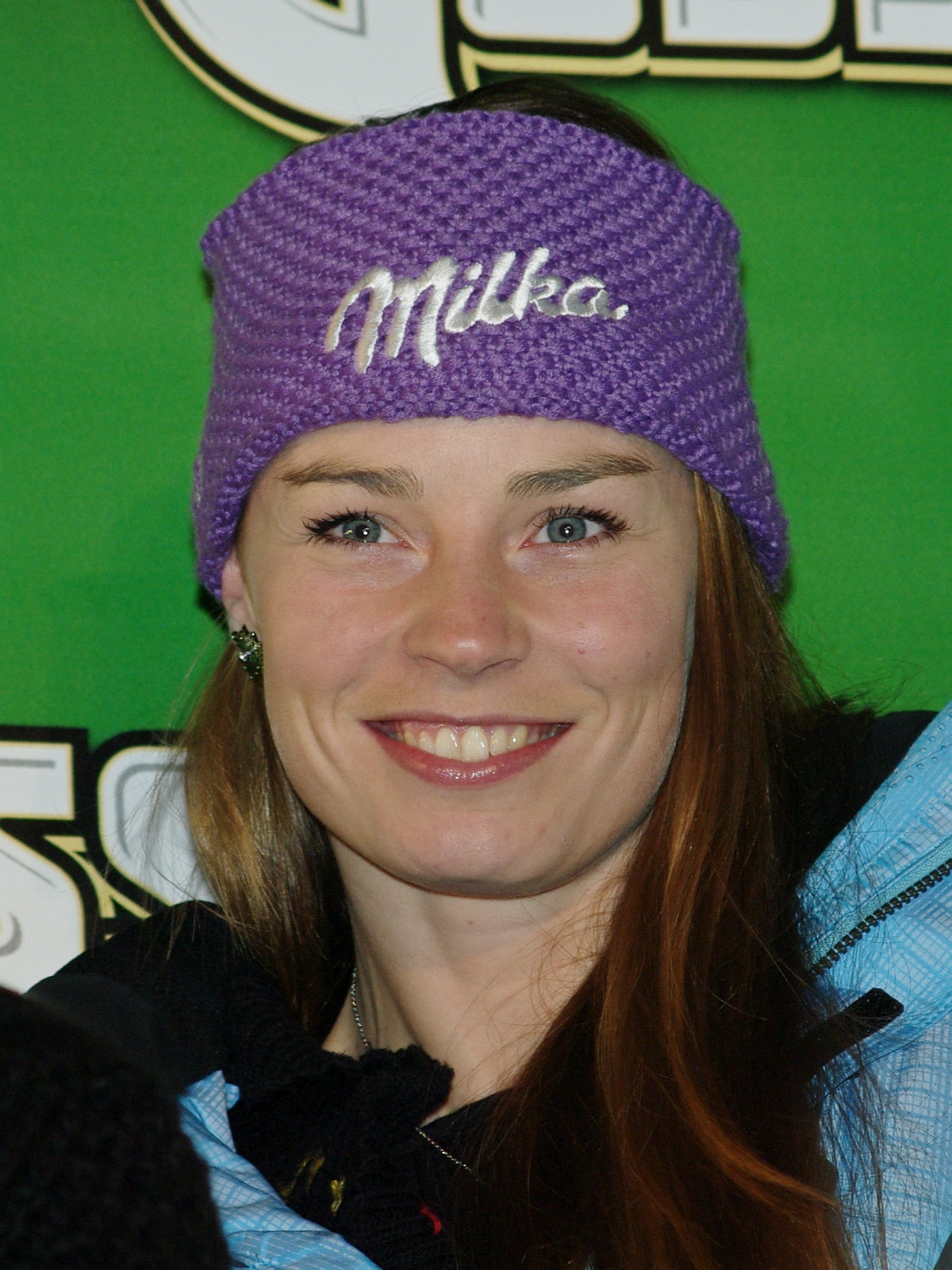
Tina Maze nel 2010

| Pos. | Nome                | Nazione     | Punti |
| ---- | ------------------- | ----------- | ----- |
| 1    | Marcel Hirscher     | Austria     | 1535  |
| 2    | Aksel Lund Svindal  | Norvegia    | 1226  |
| 3    | Ted Ligety          | Stati Uniti | 1022  |
| 4    | Felix Neureuther    | Germania    | 948   |
| 5    | Ivica Kostelić      | Croazia     | 900   |
| 6    | Alexis Pinturault   | Francia     | 790   |
| 7    | Manfred Mölgg       | Italia      | 610   |
| 8    | Hannes Reichelt     | Austria     | 595   |
| 9    | André Myhrer        | Svezia      | 575   |
| 10   | Christof Innerhofer | Italia      | 522   |

#### Discesa libera
| Pos. | Nome                | Nazione  | Punti |
| ---- | ------------------- | -------- | ----- |
| 1    | Aksel Lund Svindal  | Norvegia | 439   |
| 2    | Klaus Kröll         | Austria  | 381   |
| 3    | Dominik Paris       | Italia   | 378   |
| 4    | Christof Innerhofer | Italia   | 370   |
| 5    | Hannes Reichelt     | Austria  | 290   |

#### Supergigante
| Pos. | Nome               | Nazione  | Punti |
| ---- | ------------------ | -------- | ----- |
| 1    | Aksel Lund Svindal | Norvegia | 480   |
| 2    | Matteo Marsaglia   | Italia   | 249   |
| 3    | Matthias Mayer     | Austria  | 228   |
| 4    | Werner Heel        | Italia   | 224   |
| 5    | Adrien Théaux      | Francia  | 191   |

#### Slalom gigante
| Pos. | Nome              | Nazione     | Punti |
| ---- | ----------------- | ----------- | ----- |
| 1    | Ted Ligety        | Stati Uniti | 720   |
| 2    | Marcel Hirscher   | Austria     | 575   |
| 3    | Alexis Pinturault | Francia     | 326   |
| 4    | Manfred Mölgg     | Italia      | 301   |
| 5    | Thomas Fanara     | Francia     | 236   |

#### Slalom speciale
| Pos. | Nome             | Nazione  | Punti |
| ---- | ---------------- | -------- | ----- |
| 1    | Marcel Hirscher  | Austria  | 960   |
| 2    | Felix Neureuther | Germania | 716   |
| 3    | Ivica Kostelić   | Croazia  | 535   |
| 4    | André Myhrer     | Svezia   | 532   |
| 5    | Manfred Mölgg    | Italia   | 335   |

Nb: nel 2013 la classifica di slalom speciale fu stilata includendo anche i risultati delle gare di slalom parallelo.

#### Combinata
Nel 2013 fu anche stilata la classifica della combinata (includendo i risultati delle gare di supercombinata), sebbene non venisse assegnato alcun trofeo al vincitore.
| Pos. | Nome                     | Nazione  | Punti |
| ---- | ------------------------ | -------- | ----- |
| 1    | Ivica Kostelić           | Croazia  | 180   |
| 1    | Alexis Pinturault        | Francia  | 180   |
| 3    | Thomas Mermillod Blondin | Francia  | 96    |
| 4    | Carlo Janka              | Svizzera | 86    |
| 5    | Aksel Lund Svindal       | Norvegia | 63    |

#### Slalom parallelo
Nel 2013 fu anche stilata la classifica dello slalom parallelo, sebbene non venisse assegnato alcun trofeo al vincitore.
| Pos. | Nome             | Nazione  | Punti |
| ---- | ---------------- | -------- | ----- |
| 1    | Marcel Hirscher  | Austria  | 180   |
| 2    | Felix Neureuther | Germania | 150   |
| 3    | André Myhrer     | Svezia   | 130   |
| 4    | Ivica Kostelić   | Croazia  | 100   |
| 5    | Jens Byggmark    | Svezia   | 80    |
| 5    | Fritz Dopfer     | Germania | 80    |

## Donne

### Risultati
| Data             | Località               | Nazione     | Pista                  | Spec. | Prima               | Seconda                 | Terza                       |
| ---------------- | ---------------------- | ----------- | ---------------------- | ----- | ------------------- | ----------------------- | --------------------------- |
| 27 ottobre 2012  | Sölden                 | Austria     | Rettenbach             | GS    | Tina Maze           | Kathrin Zettel          | Stefanie Köhle              |
| 10 novembre 2012 | Levi                   | Finlandia   | Levi Black             | SL    | Maria Riesch        | Tanja Poutiainen        | Mikaela Shiffrin            |
| 24 novembre 2012 | Aspen                  | Stati Uniti | Lower Ruthie's         | GS    | Tina Maze           | Kathrin Zettel          | Viktoria Rebensburg         |
| 25 novembre 2012 | Aspen                  | Stati Uniti | Lower Ruthie's         | SL    | Kathrin Zettel      | Marlies Schild          | Tina Maze                   |
| 30 novembre 2012 | Lake Louise            | Canada      | Men’s Olympic Downhill | DH    | Lindsey Vonn        | Stacey Cook             | Maria Riesch Tina Weirather |
| 1º dicembre 2012 | Lake Louise            | Canada      | Men’s Olympic Downhill | DH    | Lindsey Vonn        | Stacey Cook             | Marianne Abderhalden        |
| 2 dicembre 2012  | Lake Louise            | Canada      | Men’s Olympic Downhill | SG    | Lindsey Vonn        | Julia Mancuso           | Anna Fenninger              |
| 7 dicembre 2012  | Sankt Moritz           | Svizzera    | Engiadina              | SC    | Tina Maze           | Nicole Hosp             | Kathrin Zettel              |
| 8 dicembre 2012  | Sankt Moritz           | Svizzera    | Engiadina              | SG    | Lindsey Vonn        | Tina Maze               | Julia Mancuso               |
| 9 dicembre 2012  | Sankt Moritz           | Svizzera    | Corviglia              | GS    | Tina Maze           | Viktoria Rebensburg     | Tessa Worley                |
| 14 dicembre 2012 | Val-d'Isère            | Francia     | Oreiller-Killy         | DH    | Lara Gut            | Leanne Smith            | Nadja Kamer                 |
| 16 dicembre 2012 | Courchevel             | Francia     | Émile Allais           | GS    | Tina Maze           | Kathrin Zettel          | Tessa Worley                |
| 19 dicembre 2012 | Åre                    | Svezia      | Olympia                | GS    | Viktoria Rebensburg | Anna Fenninger          | Tina Maze                   |
| 20 dicembre 2012 | Åre                    | Svezia      | Olympia                | SL    | Mikaela Shiffrin    | Frida Hansdotter        | Tina Maze                   |
| 28 dicembre 2012 | Semmering              | Austria     | Panorama               | GS    | Anna Fenninger      | Tina Maze               | Tessa Worley                |
| 29 dicembre 2012 | Semmering              | Austria     | Panorama               | SL    | Veronika Zuzulová   | Kathrin Zettel          | Tina Maze                   |
| 1º gennaio 2013  | Monaco di Baviera      | Germania    | Olympiapark            | P     | Veronika Zuzulová   | Tina Maze               | Michaela Kirchgasser        |
| 4 gennaio 2013   | Zagabria Sljeme        | Croazia     | Crveni Spust           | SL    | Mikaela Shiffrin    | Frida Hansdotter        | Erin Mielzynski             |
| 12 gennaio 2013  | Sankt Anton am Arlberg | Austria     | Karl Schranz           | DH    | Alice McKennis      | Daniela Merighetti      | Anna Fenninger              |
| 13 gennaio 2013  | Sankt Anton am Arlberg | Austria     | Karl Schranz           | SG    | Tina Maze           | Anna Fenninger          | Fabienne Suter              |
| 15 gennaio 2013  | Flachau                | Austria     | Griessenkar            | SL    | Mikaela Shiffrin    | Frida Hansdotter        | Tanja Poutiainen            |
| 19 gennaio 2013  | Cortina d'Ampezzo      | Italia      | Olimpia delle Tofane   | DH    | Lindsey Vonn        | Tina Maze               | Leanne Smith                |
| 20 gennaio 2013  | Cortina d'Ampezzo      | Italia      | Olimpia delle Tofane   | SG    | Viktoria Rebensburg | Nicole Schmidhofer      | Tina Maze                   |
| 26 gennaio 2013  | Maribor                | Slovenia    | Pohorje                | GS    | Lindsey Vonn        | Tina Maze               | Anna Fenninger              |
| 27 gennaio 2013  | Maribor                | Slovenia    | Radvanje               | SL    | Tina Maze           | Frida Hansdotter        | Kathrin Zettel              |
| 29 gennaio 2013  | Mosca                  | Russia      | Lužniki                | P     | Lena Dürr           | Veronika Zuzulová       | Mikaela Shiffrin            |
| 23 febbraio 2013 | Méribel                | Francia     | Roc de Fer             | DH    | Carolina Ruiz       | Maria Riesch            | Marie Marchand-Arvier       |
| 24 febbraio 2013 | Méribel                | Francia     | Roc de Fer             | SC    | Tina Maze           | Nicole Hosp             | Michaela Kirchgasser        |
| 1º marzo 2013    | Garmisch-Partenkirchen | Germania    | Kandahar               | SG    | Tina Weirather      | Julia Mancuso Tina Maze |                             |
| 2 marzo 2013     | Garmisch-Partenkirchen | Germania    | Kandahar               | DH    | Tina Maze           | Laurenne Ross           | Maria Riesch                |
| 3 marzo 2013     | Garmisch-Partenkirchen | Germania    | Kandahar               | SG    | Anna Fenninger      | Maria Riesch            | Julia Mancuso               |
| 9 marzo 2013     | Ofterschwang           | Germania    | Ofterschwanger Horn    | GS    | Anna Fenninger      | Tina Maze               | Viktoria Rebensburg         |
| 10 marzo 2013    | Ofterschwang           | Germania    | Ofterschwanger Horn    | SL    | Tina Maze           | Wendy Holdener          | Mikaela Shiffrin            |
| 13 marzo 2013    | Lenzerheide            | Svizzera    | Silvano Beltrametti    | DH    | annullata           | annullata               | annullata                   |
| 14 marzo 2013    | Lenzerheide            | Svizzera    | Silvano Beltrametti    | SG    | annullata           | annullata               | annullata                   |
| 16 marzo 2013    | Lenzerheide            | Svizzera    | Silvano Beltrametti    | SL    | Mikaela Shiffrin    | Bernadette Schild       | Tina Maze                   |
| 17 marzo 2013    | Lenzerheide            | Svizzera    | Silvano Beltrametti    | GS    | Tina Maze           | Tessa Worley            | Lara Gut                    |

Legenda:

DH = Discesa libera

SG = Supergigante

GS = Slalom gigante

SL = Slalom speciale

SC = Supercombinata

P = Slalom parallelo

### Classifiche

#### Generale
| Pos. | Nome                | Nazione     | Punti |
| ---- | ------------------- | ----------- | ----- |
| 1    | Tina Maze           | Slovenia    | 2414  |
| 2    | Maria Riesch        | Germania    | 1101  |
| 3    | Anna Fenninger      | Austria     | 1029  |
| 4    | Julia Mancuso       | Stati Uniti | 867   |
| 5    | Mikaela Shiffrin    | Stati Uniti | 822   |
| 6    | Viktoria Rebensburg | Germania    | 787   |
| 7    | Kathrin Zettel      | Austria     | 759   |
| 8    | Lindsey Vonn        | Stati Uniti | 740   |
| 9    | Lara Gut            | Svizzera    | 662   |
| 10   | Frida Hansdotter    | Svezia      | 615   |

#### Discesa libera
| Pos. | Nome         | Nazione     | Punti |
| ---- | ------------ | ----------- | ----- |
| 1    | Lindsey Vonn | Stati Uniti | 340   |
| 2    | Tina Maze    | Slovenia    | 339   |
| 3    | Maria Riesch | Germania    | 272   |
| 4    | Stacey Cook  | Stati Uniti | 244   |
| 5    | Lara Gut     | Svizzera    | 228   |

#### Supergigante
| Pos. | Nome           | Nazione     | Punti |
| ---- | -------------- | ----------- | ----- |
| 1    | Tina Maze      | Slovenia    | 420   |
| 2    | Julia Mancuso  | Stati Uniti | 365   |
| 3    | Anna Fenninger | Austria     | 304   |
| 4    | Lindsey Vonn   | Stati Uniti | 286   |
| 5    | Maria Riesch   | Germania    | 251   |

#### Slalom gigante
| Pos. | Nome                | Nazione  | Punti |
| ---- | ------------------- | -------- | ----- |
| 1    | Tina Maze           | Slovenia | 800   |
| 2    | Anna Fenninger      | Austria  | 480   |
| 3    | Viktoria Rebensburg | Germania | 411   |
| 4    | Tessa Worley        | Francia  | 383   |
| 5    | Kathrin Zettel      | Austria  | 382   |

#### Slalom speciale
| Pos. | Nome              | Nazione     | Punti |
| ---- | ----------------- | ----------- | ----- |
| 1    | Mikaela Shiffrin  | Stati Uniti | 688   |
| 2    | Tina Maze         | Slovenia    | 655   |
| 3    | Veronika Zuzulová | Slovacchia  | 500   |
| 4    | Frida Hansdotter  | Svezia      | 435   |
| 5    | Tanja Poutiainen  | Finlandia   | 354   |

Nb: nel 2013 la classifica di slalom speciale fu stilata includendo anche i risultati delle gare di slalom parallelo.

#### Combinata
Nel 2013 fu anche stilata la classifica della combinata (attraverso i risultati delle gare di supercombinata), sebbene non venisse assegnato alcun trofeo alla vincitrice.
| Pos. | Nome                 | Nazione  | Punti |
| ---- | -------------------- | -------- | ----- |
| 1    | Tina Maze            | Slovenia | 200   |
| 2    | Nicole Hosp          | Austria  | 160   |
| 3    | Michaela Kirchgasser | Austria  | 89    |
| 4    | Marie-Michèle Gagnon | Canada   | 77    |
| 4    | Lara Gut             | Svizzera | 77    |

#### Slalom parallelo
Nel 2013 fu anche stilata la classifica dello slalom parallelo, sebbene non venisse assegnato alcun trofeo alla vincitrice.
| Pos. | Nome                 | Nazione     | Punti |
| ---- | -------------------- | ----------- | ----- |
| 1    | Veronika Zuzulová    | Slovacchia  | 180   |
| 2    | Tina Maze            | Slovenia    | 120   |
| 3    | Lena Dürr            | Germania    | 100   |
| 3    | Michaela Kirchgasser | Austria     | 100   |
| 3    | Mikaela Shiffrin     | Stati Uniti | 100   |

## Coppa delle Nazioni

### Risultati
| Data          | Località    | Nazione  | Pista               | Prima                                                             | Seconda                                                                  | Terza                                                                  |
| ------------- | ----------- | -------- | ------------------- | ----------------------------------------------------------------- | ------------------------------------------------------------------------ | ---------------------------------------------------------------------- |
| 15 marzo 2013 | Lenzerheide | Svizzera | Silvano Beltrametti | Germania Lena Dürr Veronique Hronek Fritz Dopfer Felix Neureuther | Svezia Frida Hansdotter Maria Pietilä Holmner Jens Byggmark André Myhrer | Italia Elena Curtoni Daniela Merighetti Cristian Deville Stefano Gross |

### Classifiche
Le classifiche della Coppa delle Nazioni vengono stilate sommando i punti ottenuti da ogni atleta in ogni gara individuale e quelli assegnati nella gara a squadre.

#### Generale
| Pos. | Nazione     | Punti |
| ---- | ----------- | ----- |
| 1    | Austria     | 11103 |
| 2    | Italia      | 5815  |
| 3    | Stati Uniti | 5185  |
| 4    | Francia     | 5076  |
| 5    | Germania    | 4818  |

#### Uomini
| Pos. | Nazione  | Punti |
| ---- | -------- | ----- |
| 1    | Austria  | 6089  |
| 2    | Italia   | 3983  |
| 3    | Francia  | 3219  |
| 4    | Norvegia | 2013  |
| 5    | Germania | 1923  |

#### Donne
| Pos. | Nazione     | Punti |
| ---- | ----------- | ----- |
| 1    | Austria     | 5014  |
| 2    | Stati Uniti | 3537  |
| 3    | Germania    | 2895  |
| 4    | Slovenia    | 2714  |
| 5    | Svizzera    | 2424  |